# Julien-Léopold Boilly
Julien-Léopold Boilly, noto anche come Jules Boilly (Parigi, 30 agosto 1796 – Parigi, 14 giugno 1874), è stato un pittore francese.

## Biografia
Nacque a Parigi il 30 agosto 1796, figlio del pittore-incisore Louis-Léopold Boilly. Studiò presso il lycée di Versailles il 15 dicembre 1806, dipinse ritratti e illustrò libri con litografie.
Boilly fu noto per la litografia Iconographie de l'Institut Royal de France (1820-1821) e per l'opuscolo Album de 73 portraits-charge aquarellés des membres de l'Institut (1820), contenente caricature in acquerello di settantatré matematici famosi, in particolare del matematico francese Adrien-Marie Legendre.